# Juuso Laivisto
Juuso Laivisto (ur. 14 czerwca 1988) – fiński snowboardzista. Nigdy nie startował na igrzyskach olimpijskich, ani na mistrzostwach świata w snowboardzie. Najlepsze wyniki w Pucharze Świata w snowboardzie osiągnął w sezonie 2004/2005, kiedy to zajął 13. miejsce w klasyfikacji Big Air.

## Sukcesy

### Puchar Świata

#### Miejsca w klasyfikacji generalnej
- 2003/2004 - -
- 2004/2005 - -
- 2005/2006 - 237.
- 2007/2008 - 146.
- 2008/2009 - 222.

#### Miejsca na podium
1. Moskwa – 9 stycznia 2005 (Big Air) - 2. miejsce